# Plumularia vervoorti
Plumularia vervoorti is een hydroïdpoliep uit de familie Plumulariidae. De poliep komt uit het geslacht Plumularia. Plumularia vervoorti werd in 1971 voor het eerst wetenschappelijk beschreven door Leloup. 